# Lež

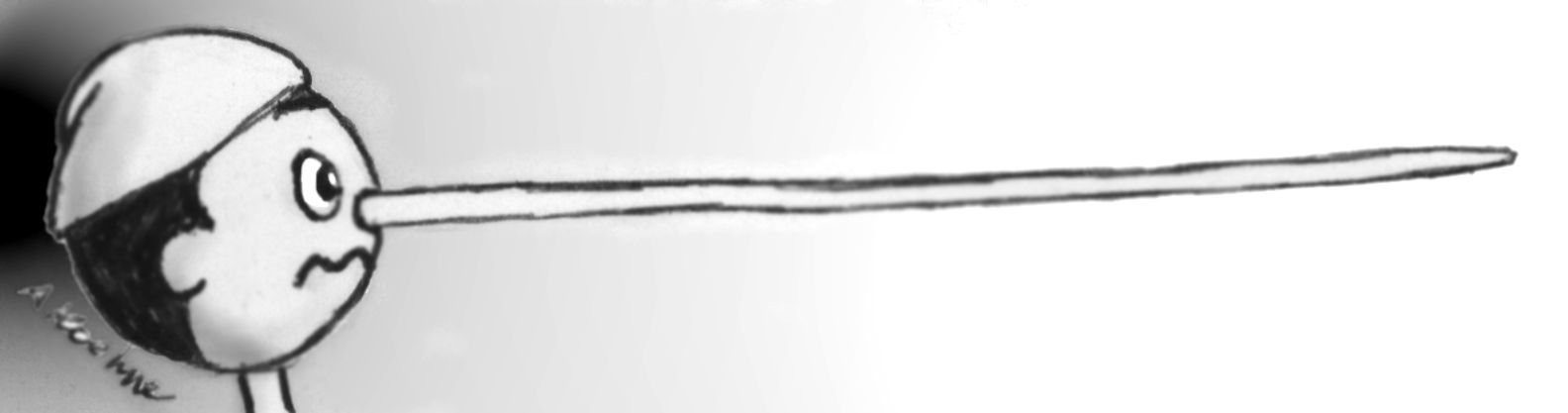
Pinocchio, symbol prolhanosti

Lež (též dezinformace) je typ klamu mající formu nepravdivého výroku, zpravidla s vědomým záměrem oklamat druhé za účelem získání nějaké výhody či vyhnutí se trestu. Pojetí rozsahu pojmu lži se liší v různých kulturách i mezi jednotlivými lidmi – týž výrok může být označen i při správné interpretaci za lživý i pravdivý. Lži se zpravidla intuitivně rozlišují na „velké“ a „malé“ podle toho, jakou škodu způsobují. Lhaní je úmyslné tvrzení něčeho, o čemž mluvčí nebo pisatel ví, že je nepravdivé, nebo o čem nemá rozumný důvod se domnívat, že je pravdivé, přičemž to vydává za pravdu buď sobě nebo jiným (není-li tvrzení úmyslné, jedná se o misinformaci). Druhá část této definice je ovšem sporná, protože není jednoznačně určeno, co znamená "rozumný důvod" ani kdo by ho měl posuzovat. Může jít i o způsob obranného mechanismu, může se jednat i o momentální, pro jedince nepříjemnou situaci, kterou nedokáže aktuálně řešit jiným způsobem. Charakteristický je úmysl a vědomí nepravdivosti. Lhář(ka) je osoba, která lže, která lhala v minulosti nebo která má tendenci lhát opakovaně (notorický či patologický lhář). Aby bylo možné lhaní označit za poruchu, je důležitá frekvence a účel, který jedince ke lhaní vede. Motivace a její důsledky mají význam z hlediska posouzení závažnosti lži, toho, zda ji lze kvalifikovat jako chování disociální (jedinec škodí sám sobě), asociální (pomluva) nebo antisociální (způsobí druhému újmu).
Různá pojetí lhaní, potažmo pravdy se často projevují i na úrovni sémantiky různých jazyků. V ruském jazyce například existují výrazy лгать a врать pro lhaní a výrazy истина a правда pro pravdu. V českém jazyce můžeme nuance těchto výrazů vyjadřovat pouze užitím velkých či malých písmen.

## Důvody lhaní
Pravá lež slouží k získání nějaké výhody, zpravidla pro sebe, ale někdy i pro nějakou skupinu nebo jinou osobu. Tato získaná výhoda může mít různý charakter, může jít o důvody materiální, vyhnutí se trestu, zachování pověsti, zlepšení pověsti či postavení, ochrany před nebezpečím.
Někdy mohou být ke lhaní i jiné důvody. Ke lhaní navádí sklon k nápodobě (lžeme, pokud lžou i ostatní), lhaní může být i zdrojem zábavnosti nebo je motivací snaha neublížit pravdou, která je pro adresáta příliš těžká (milosrdná lež).
Dokument ZDF z roku 2020 uvedl: „Naučit se lhát je normální součástí lidského vývoje. Děti se to obvykle učí ve věku kolem dvou let. Nejčastějším důvodem je vlastní prospěch. Jak rosteme a naše smysly se zdokonalují, jsme v tomto směru stále lepší. Naše potřeba důvěřovat je důvodem, proč je jen málo pravděpodobné, že odhalíme lež někoho jiného. Většinou lžeme s dobrým úmyslem. Naše lži mají za úkol, aby se ostatní cítili lépe, nebo abychom skryli své vlastní nedostatky. Zvláště, když potkáme někoho poprvé. Při takové konverzaci, se během prvních deseti minut objeví v průměru tři lži. Lhaní je základní součástí našeho společenského jazyka a života dospělých.“

## Co není považováno za lež

### Jazykové figury
Mnohé jazykové prostředky vytvářejí výroky, které neodpovídají skutečnosti a přesto nejsou považovány za lživé. Je to např.:
- Sarkasmus - záměrné uvedení antonymního výrazu: Dneska jsem ve škole rozbil okno a učitel mě pochválil. (Ve skutečnosti ho potrestal). Ironie je zpravidla doprovázena charakteristickou intonací a mimikou, které posluchači naznačují, že pronášený výrok neodpovídá skutečnosti.
- Nadsázka - uvedený údaj je přehnaný: V té frontě stálo asi tisíc lidí. (Ve skutečnosti tam bylo mnoho lidí, ale určitě ne tisíc.)
- Metafora - uvedený výraz je přenesený na základě podobnosti, přirovnání: Moje sestra je hrozná slepice. (Ve skutečnosti je sestra upovídaná, dotěrná apod.)
- Metonymie - uvedený výraz je přenesený na základě souvislosti: Snědl jsem dva talíře. (Ve skutečnosti snědl obsah dvou talířů.)
- Některé ustálené výroky - mluvčí uvede běžně užívaný výraz, aniž jeho význam myslí doslovně: Přeji všechno nejlepší k narozeninám. (Ve skutečnosti mu může být oslavenec lhostejný, nebo dokonce nepříjemný, ale přeje mu spolu s ostatními). Já tě zabiju! Právě tato kategorie je nejspornější, protože některé obraty může mluvčí podávat jako ustálený výrok, ale posluchač jej chápe doslovně - výzva: Na mě se můžeš vždycky obrátit, může, ale nemusí být chápána doslovně.

### Kontextové nepravdy
Za lež se nepovažuje klamavé jednání, při němž adresát ví, že s klamem může počítat. Takových kontextů existuje celá řada:
- Divadelní hry, filmy, koncerty apod. - herec hraje svou roli, s níž nemá nic společného, ani se nemusí ztotožňovat s charakterem, jejž hraje; zpěvák může písní vyjadřovat myšlenky, s nimiž nesouhlasí (pokud není autorem písně).
- Hry a sport - celá řada her využívá klamavých technik. Typickým příkladem je poker, nicméně blafování se v určité míře uplatňuje prakticky ve všech hrách od šachu až po fotbal. Veškeré podvody je však třeba provádět pouze v rámci vymezených pravidel.
- Kouzelnické vystoupení - iluzionista klame obecenstvo, ale diváci jsou na klam připraveni.
- Tajemství - pokud mluvčí jasně vymezí, že nějaká oblast je jeho tajemstvím, které nesmí prozradit, má na něj plné právo a může se uchýlit i k drobným lžím, aby k prozrazení nedošlo.[4] Například: Kamarádka se svěří, že je těhotná, ale prozatím nechce, aby se to vědělo. Můj známý se mě dotáže, jestli je těhotná. Pokud se vyhnu přímé odpovědi, známý zřejmě pravdu stejně uhodne. Mám-li respektovat tajemství, nezbývá mi než zalhat.

Také v této kategorii může velmi snadno docházet ke sporným momentům:
- Pokud obchodník prodává zboží za přemrštěnou cenu, může se omlouvat tím, že každý obchodník to tak dělá. Někdo ho ovšem může označit za podvodníka.
- Pokud se muž nepřizná k nevěře, bude argumentovat, že to tak dělají všichni.
- Klamavá reklama je obhajována s tím, že každá reklama je do jisté míry klamavá.

### Omyly a schopnost poznání pravdy
Omyl nelze chápat jako lež. Pokud si mluvčí není vědom, že pronáší nepravdu, nelze ho označit za lháře; to platí i v případě, kdy je jeho výrok zjevně nesmyslný - můžeme pak pochybovat o jeho intelektu, ale ne o jeho pravdomluvnosti. Samozřejmě platí i pravý opak - pokud mluvčí pronáší něco, o čem si myslí, že je to lež, pak lže, i když se později ukáže, že říkal pravdu.
Z hlediska vyhraněného skepticismu lidé nemohou mít jistotu nikdy v ničem, tedy zejména v tom, co je a co není Pravdou. Ať už se jedná o malichernost jako tvrzení „Byl jsem tam“ či „On řekl toto“, anebo na straně druhé o hlubší metafyzické, duchovní záležitosti, otázky Boha atp. - nejistota zůstává tatáž. Tím je relativizováno i celé lhaní. Dovedeno do takového extrému, lže se neustále, vším, co lidé vyjadřují a prezentují. Je podstatou člověka neustále přejímat ze svého okolí podněty, fakta a pravdy a ty poté dále reprodukovat, buď je přímo zakomponovat do svých názorů či je jen předávat dál nevinným vyprávěním nebo dokonce ve formě fám a pomluv. Nikdy se však nemůže podařit vyjádřit skutečnou Pravdu, neboť lidské duševní či fyziologické kanály či jen technické prostředí ji vždy nějak zdeformují. Z tohoto extrémního úhlu pohledu by tedy člověk nemohl ani promluvit, aniž by nelhal.

### Nepravé lži u duševně nemocných
Podobně jako v předchozím případě platí, že pokud si mluvčí není vědom své lži, pak jej nelze označit za lháře. Zatímco duševně zdraví lidé lžou vědomě a zpravidla záměrně, duševně nemocní (psychotici a psychopati včetně drogově závislých, např. těžkých alkoholiků) mohou lhát, aniž by si to uvědomovali, nebo aniž by se pro to vědomě rozhodli, nejde tedy o lži v klasickém slova smyslu. Mezi druhy soustavného, patologického lhaní či vymýšlení si u duševně nemocných patří konfabulace, jíž dotyčný vyplňuje mezery v paměti (jednou odpoví na tutéž otázku tak, podruhé jinak), fantazírování, bájivá lhavost či Münchhausenův syndrom, jež bývají označovány jako reakce na poruchy paměti. Zautomatizované lhaní se může vyskytovat také u obsedantně-kompulzivních poruch za účelem vysvětlení kompulzí.
Bájivá lhavost (pseudologia phantastica, mytomanie) je porucha, kdy mýtoman, na rozdíl od různých podvodníků, nelže ze zištnosti nebo s úmyslem někomu uškodit. Jeho hlavní motiv je získání takové pozornosti a respektu, jaké by podle jeho názoru nikdy nepoznal, kdyby se spolehl na své „obyčejné a nezajímavé“ já. Trpí nedostatkem sebevědomí a vymýšlení historek, v nichž hraje hlavní roli, se pro něj stává drogou, bez níž se neobejde.

### Nepravá lež u dětí
U dětí přibližně do období 5-7 let vystupuje tzv. nepravá lež, což je neschopnost rozlišovat mezi fantazií, sny a realitou. Nejedná se o záměrné lhaní, nejde ani o duševní poruchu, je to součást přirozeného vývoje dítěte. V ojedinělých případech nepravá lež může přetrvávat i do pozdějšího věku.

### Paradoxy
Paradoxní, protimluvný výrok nelze označit za pravdivý ani za nepravdivý, protože v daném jazyce nedává smysl. Nicméně pokud si někdo například ve veřejném projevu protiřečí, lze chápat jeho výroky spíše jako nepravdivé. Z paradoxů stojí za zmínku úvaha o tom, kolik zrnek písku tvoří hromadu - kdy jeden pozorovatel může už písek označit za hromadu, zatímco pro druhého se ještě o hromadu nejedná. Tento jednoduchý paradox ukazuje, že pojmy které běžně užíváme, jsou do značné míry nepřesné a vágní, což může vést ke sporům např. o pravdivost výroku: Už o tom ví spousta lidí - výraz spousta může v různých kontextech označovat zcela odlišné množství.

## Některé typy lží

### Přímá lež
Základní typ lži, při které je tvrzeno to, co odporuje mluvčím poznané skutečnosti nebo jeho přesvědčení, zpravidla vědomě. Cílem bývá oklamání příjemce zprávy.

### Polopravda
Jako polopravdu chápeme skutečnost, kdy mluvčí něco podstatného vynechá a tím vědomě ponechává někoho v mylných představách. Toto také zahrnuje, když neopravíme již dříve existující mylný názor. Polopravda často vede k tomu, že mluvčí uklidní své svědomí, protože nezalhal a část pravdy prozradil. Ve skutečnosti se však stále jedná o lež: Ve škole se pátrá po žácích, kteří o přestávkách kouří na záchodě. Otec řekne synovi: „Doufám, že nepatříš k těm klukům, kteří kouří na záchodě. Víš přece, že kouření je škodlivé.“ Syn odpoví: „Ne, já jsem na záchodě nekouřil, vím, že kouření je škodlivé.“ Syn ve skutečnosti dobře ví, kteří jeho kamarádi na záchodě kouří a sám s nimi někdy kouří v parku.

### Zamlčování
Pokud bylo dohodnuto, že se budou lidé navzájem svěřovat, je mlčení ekvivalentní lží. V manželství se předpokládá, že si manželé nevěru sdělí. Nevěrník by se tedy měl přiznat a nečekat, dokud se ho partner sám nezeptá.

### Mlžení
Hovorový výraz mlžení se v češtině používá pro zatajování, zalhávání skutečnosti. Mluvčí záměrně uvádí nadbytečné a okrajové informace, aby odvedl pozornost od pronesené nepravdy.

### Nepřímé požadavky
Člověk se často ostýchá někoho přímo požádat, a proto se uchyluje k neupřímným praktikám, které dovedou adresáta k nabídce: Chci si od kolegy půjčit auto na odstěhování skříně, ale nemám odvahu ho o to požádat. A tak před ním pronáším výroky jako: Už sis dal na auto zimní pneumatiky? Ty se máš, že máš auto, já teď budu stěhovat skříň a vůbec nevím, jak to udělám. Přestože se nejedná o "velkou lež", neupřímnost je zřejmá.

### Milosrdná lež
Milosrdná lež, známá také jako altruistické lhaní, (angl. white lie, bílá lež) nezpůsobí neshodu, pokud vyjde najevo, a přináší určitý užitek lháři nebo posluchači (nebo oběma). Přesný význam termínu záleží na konkrétní kultuře. Lži, které nikomu neublíží, ale jsou řečeny bez jakéhokoliv důvodu, se většinou mezi milosrdné lži nepočítají. V západních zemích se sem nejčastěji počítá nepravda, která je ospravedlněna tím, že jsme chtěli předejít rozčilení, povzbudit někoho, anebo získat výhodu, aniž by to někomu uškodilo. Příkladem milosrdné lži je sestřička, která ujišťuje nemocného pacienta, že na tom vypadá se zdravím velmi dobře, nebo starší muž, který ujišťuje svou manželku, že vypadá stejně dobře, jako když si ji vzal. I když vyjde najevo, bývá tento typ lži ze zdvořilosti prostě přehlížen. Milosrdně lžou více ženy než muži.
I milosrdná lež má však své hranice, vždy by mělo být důkladně zváženo, zda důležitost pravdy není větší než případná nepříjemnost jejího vyřčení a zda by tato případná nepříjemnost byla skutečně zbytečná a nedůležitá. Na jedné straně totiž můžeme odvracet zcela zbytečné konflikty (otázka „jsem tlustá?“), ale na straně druhé nelze zaměnit řešení důležitých problémů za své pohodlí (lhát příteli, pokud víme, že je mu žena nevěrná).
Z hlediska psychosomatiky je například velice nežádoucí zhoršovat pacientův zdravotní stav přímo vyřčenou nepříjemnou pravdou. Výhodnější je vyčkat na zlepšení jeho stavu a pravdu mu pak dávkovat postupně, zaobalenou do optimistického povzbuzení. Milosrdné lhaní smrtelně nemocným pacientům lze proto do jisté míry omluvit, ale nikoli v případě, kdy si pacient výslovně přeje dozvědět se pravdu. A naopak by měl mít pacient právo nevědět pravdu, pokud si to nepřeje. Se lhaním souvisí i výzkum placebo efektu, kdy je pacientovi podáván neúčinný lék.

### Lež dětem
Lež dětem je nepravdivé vysvětlení určitého tématu (jako například sexu) tak, aby bylo přijatelnější pro děti. Nejznámější příklad je Přinesl tě čáp. Podobnou lží je také výrok Dárky nosí Ježíšek. Z výzkumu vyplývá, že lež dětem je chápána různými lidmi velmi nejednotně, někdo podobné výroky označuje za pravdivé, někdo za zcela lživé.

### Obranná lež
Obranná lež je podobná milosrdné lži. Užíváme ji, pokud hrozí, že odhalení pravdy bude mít katastrofální následky. Soused ví, že jeho sousedka byla svému muži nevěrná. Nicméně její manžel je vzteklý člověk. Soused tedy sousedku neprozradí, protože manžel by jí mohl v zuřivosti vážně ublížit.

### Sebeklam
Jako sebeklam se označuje případ, kdy člověk sám sebe přesvědčí o pravdivosti výroku, který neodpovídá skutečnosti. Pokud tedy následně tento výrok pronáší, nejedná se už o lež. Sebeklamům do určité míry podléhá mnoho lidí, některé sebeklamy jsou však duševní nemocí: bludy, paranoia, mentální anorexie.

### Lichotka
Lichotka, též ingraciace, je přehnané chválení nějaké osoby, zpravidla s cílem vloudit se do její přízně. Lichotka může být i pravdivá, ale častěji se při lichocení užívají částečné lži, nadsázky a přemrštěná tvrzení.

### Příklad některých uvedených typů lži
Manželka je manželovi nevěrná se sousedem. Manžel se jí zeptá, jestli ji soused přitahuje. Manželka odpoví:
- Ne, vůbec mě nezajímá = lež (manželka to ovšem může chápat jako milosrdnou nebo obrannou lež)
- Je mi sympatický = polopravda
- Dej mi pokoj! = zamlčování, vyhýbání se odpovědi
- Není podstatné, jestli mě přitahuje, ty jsi můj muž a na tom nikdo nic nezmění = mlžení
- Byla jsem ti s ním nevěrná = pravda
- Tos mě podcenil, děláme to spolu každou volnou chvilku = vylhávání, záměrné přehánění, které bude pravděpodobně interpretováno jako ironický výmysl, ale pokud se věc provalí, žena vždycky může říci, že nelhala

## Odhalení lháře
Člověk hovořící nepravdu se může prozradit svým nevědomým chováním. Tradičně je uváděno např. drbání nosu, odvracení pohledu, nedostatek či naopak velké množství detailů, neobvyklá gestikulace rukou. Z dosavadních výzkumů však vyplývá, že neexistují žádná obecně platná pravidla, která by vedla k odhalení lháře. Tzv. Pinokiův efekt, že úplně každý lhář se sám prozradí svým vystupováním, se ukazuje jako mylný. Existují určité verbální i neverbální projevy signalizující lež, ale žádný neplatí obecně. Ke sledování tělesných projevů při výslechu, jehož cílem je odhalení lži, se užívá polygraf, známý jako detektor lži.
Některé faktory, ovlivňující odhalení lháře:
- Lháře je možné odhalit tím snadněji, čím je mi bližší. To platí nejen v rámci např. rodiny nebo kamarádů, ale i na úrovni státu, etnika nebo kultury.
- Odhalení lháře přispívá zvýšená pozornost.
- Lháře snadněji odhalí nezávislý pozorovatel než tazatel.
- Lhář se spíše prozradí, pokud je pod tlakem - časovým nebo hodnotovým („jde mu o hodně"). Ovšem v takovém případě je pod tlakem i pravdomluvný, což u něj může vést k nezvyklému chování, takže je považován za lháře (tzv. Othellova chyba). Navíc je dokázáno, že tazatel částečně přenáší své chování na dotazovaného, takže „nezvyklé chování" může pocházet právě od tazatele.
- Lháře odhalí spíše člověk, který má s odhalováním lhářů zkušenosti.
- Lež se snadněji odhalí z verbálních projevů než neverbálních.
- Nebyla prokázána žádná souvislost mezi pohlavím tazatele a jeho úspěšností - ženy odhalují lháře se stejnou úspěšností jako muži.[15] Šance odhalit lež je u běžného člověka poměrně nízká - pokud má člověk označit lháře, dosahuje úspěšnosti jen 57 % (přičemž možnosti jsou jen dvě, takže 50 % představuje míru náhody).[16]

## Náprava a výchova
Lhaní (lež) nelze například konkrétně ve školním prostředí opomíjet, může být významným signálem možného dalšího negativního vývoje jedince.
Při hodnocení dětských lží je důležité zjistit, jak často dítě lže, komu lže nejčastěji, při jaké příležitosti, v jaké situaci a především proč, za jakým účelem. Nejlepším úkolem je prevence – předcházení dospělým, nelhat nikomu, říkat pravdu, odstraňovat nepřiměřený strach z trestu (např. tělesných).

## Lež v kultuře
Lež je součástí hry, základu umění. Je na ní založena tzv. autorská licence, společenská umělecká dohoda, kdy autor i příjemce zprávy přijímají pro hru nevýznamnost pravdivosti tvrzení samého. Přitom hra je omezena na představy, které nejsou spojené se skutečností. To se týká všech oborů kultury - bez této autorské licence by umění nemohlo existovat.
Jev lži je také často tématem uměleckých děl.
„Lhaní je součástí tvýho obrannýho systému. Bez něj jsi zranitelnej. Když neumíš lhát, nemůžeš před lidmi utajit svý skutečný úmysly. Někdy je to nezbytný. Vem si, co řek` Nelson, když se slepým okem díval do dalekohledu. Žádná loď na obzoru!“ (Dave Lister učí lhát Krytona v epizodě „Kamila“ britského sitcomu Červený trpaslík)

### Lež v mytologii
Lež a klam měly ve starověkém Řecku svou bohyni. Jmenovala se Apaté a byla dcerou bohyně temné noci Nyx (neměla otce). Její římskou obdobou byla bohyně Fraus.

### Lež v dramatu
Lež, klam a intriky jsou častým motivem Shakespearových tragédií, například Othella.

### Lež v literatuře
Lež a klam se objevují v literatuře všech žánrů, objevuje se v ní každá známá podoba lži. Některé příklady:
- Pohádky – existují různé pohádky o potrestaných, ale také odměněných lhářích; například pohádka, v níž otec slíbí svou dceru mládenci, který si dokáže vymyslet nejoriginálnější lež.
- Carlo Collodi: Pinocchio – dřevěnému hrdinovi Pinocchiovi začne nekontrolovaně růst nos pokaždé, když lže.
- Gottfried August Bürger: Baron Prášil – příběh německého barona von Münchhausen, který vypráví svým přátelům prostince přehnané historky ze svého údajně hrdinského života.
- Vladimir Vysockij: Pravda a lež (píseň) – píseň, v českém prostředí známá především v podání Jaromíra Nohavici, ukazuje, že lidé spíše uvěří lži než pravdě.
- William Golding: Pán much – skupina chlapců uvízne na ostrově a snadno podlehne kolektivnímu sebeklamu, že v hloubi ostrova žije nestvůra, která usiluje o jejich životy.
- George Orwell: 1984 – román zobrazující život v totalitním státě. Hlavní hrdina Winston Smith pracuje na úřadě, kde se přepisují starší vydání novin, takže dochází k neustálému překrucování minulosti.
- Frank Herbert: Duna – v celém románovém cyklu se objevují tzv. mluvčí pravdy, ženy, které dokážou za všech okolností rozpoznat lež.
- Terry Pratchett: Pravda – fantasy příběh ze série Úžasná Zeměplocha o tom, jak novinové zprávy (pravdivé nebo smyšlené) manipulují s veřejným míněním.

### Lež ve filmu
- Good Bye, Lenin! – příklad milosrdné lži, bratr a sestra v (bývalém) Východním Německu udržují svou vážně nemocnou matku v přesvědčení, že nedošlo ke změně politického režimu.
- Lhář, lhář (Liar Liar) – komedie o právníkovi, který celý jeden den nedokáže zalhat, s Jimem Carreym v hlavní roli.
- Svět podle Prota (K-Pax) – film ukazuje, jak je někdy obtížné odlišit pravdu od výmyslu, dokládá, že každý člověk má právo na svou pravdu.
- Velká ryba (Big Fish) – film Tima Burtona o muži, který o svém životě vykládá fantastické historky, takže ani jeho vlastní syn neví, co je pravda a co výmysl.
- Některé filmy zasazují hrdiny do světa, který je jen iluzorní, světa, v němž nedokážou rozlišit skutečnost od klamu, např. Matrix, Ostrov, Hra, Truman Show.